# Juan Luis Cousiño
 (avril 2020).
Juan Luis Cousiño y Quiñones de León, né le 26 août 1923 à Santiago du Chili et mort le 16 septembre 2017 à Paris, est un peintre-sculpteur franco-chilien.

## Biographie
Juan Luis Cousiño fait une synthèse entre art figuratif et art abstrait en observant les débuts des premières grandes périodes de l’histoire de l’art (Ancien Empire, art assyrien, art roman). Constatant un dénominateur commun entre les œuvres de ces périodes, il a travaillé à la mise au point d’un style en dessin, peinture et sculpture.
Né d’une mère de noblesse espagnole et d’un père issu d’une famille d’industriels chiliens, sa grand-mère maternelle est la peintre espagnole Antonia Bañuelos.  
Juan Luis Cousiño a partagé le temps de sa jeunesse entre l'Amérique du Sud et l'Europe. Puis, de retour du Chili en 1947, sa vie s’est partagée entre le Pays basque, l’Italie et Paris. À partir de 1971, il se fixe de manière définitive à Paris.
Après quatre années d’architecture à l’Université de Santiago du Chili (1943-1947), il part en Europe pour y faire des études artistiques. À la suite d'un bref passage aux Beaux-Arts de Paris, il se rend à Florence pour y étudier le dessin et la sculpture, majoritairement en autodidacte, au contact des œuvres d’art, des Primitifs italiens aux artistes de la Renaissance.
À l’issue de sa formation, rejoignant sa famille maternelle au pays basque, l’artiste réalise en peinture à l’huile, de nombreux paysages et portraits des personnalités de la région.  

## Une sculpture:La Vierge pyramidale
En 1950, Juan Luis Cousiño est commandité par la ville de Biarritz pour réaliser la statue de l’Impératrice dite Eugénie de Montijo, remplaçant celle qui avait été démontée par les Allemands en 1942 en vue d’en récupérer le bronze. Une nouvelle sculpture devait être érigée, en l’honneur de la réouverture des relations diplomatiques entre la France et l'Espagne.
Afin de présenter son projet au Comité formé par la ville de Biarritz pour l’occasion, Juan Luis Cousiño exécute une maquette figurative en glaise, représentant l’Impératrice dans une robe à crinolines. 
Il part ensuite en Italie, à Carrare, pour réaliser cette sculpture en marbre. Au cours de la réalisation, il découvre un principe d’organisation angulaire observée dans la statuaire de l'Ancien Empire Égyptien lors d’une visite au Musée du Louvre. Il en retient une technique basée sur l’angulation qu’il applique à la maquette en glaise et qu’il poussera encore plus loin dans la version définitive en marbre, éliminant toutes les lignes courbes allant jusqu’à l’abstraction du sujet. 
La sculpture achevée ne correspondant pas à la maquette initiale, elle sera refusée par le Comité trois jours avant l’inauguration. Cette sculpture, nommée par la presse « La Vierge Pyramidale », provoquera un scandale qui trouvera un écho dans la presse mondiale.   

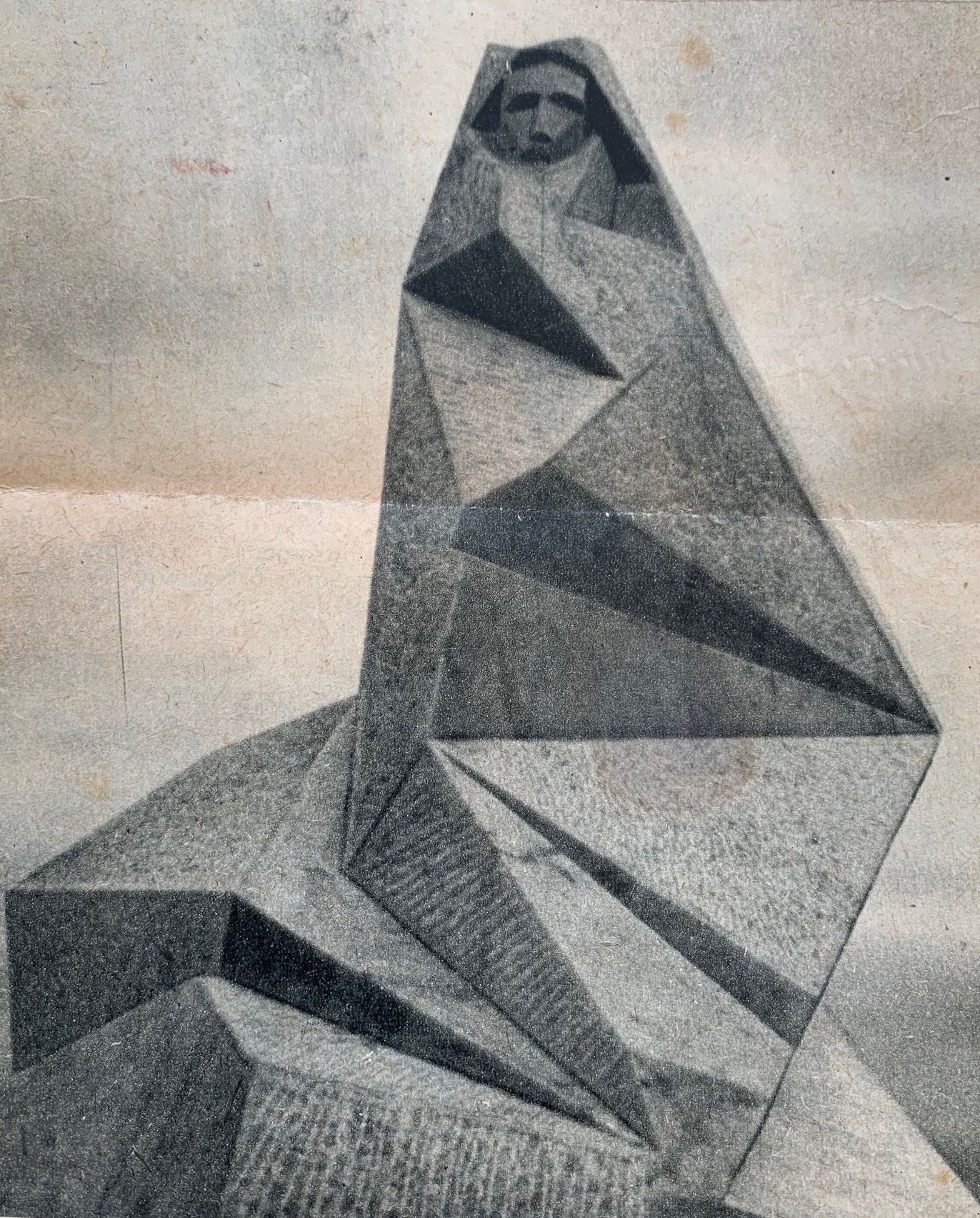
La Vierge pyramidale, marbre de Carrare,sculpture de Juan Luis Cousiño, 1951, parc Ducontenia, Saint-Jean-de-Luz.

Certaines personnalités s’expriment en faveur de cette sculpture, notamment le critique d’art, Waldemar George, et l’écrivain-diplomate, François-Régis Bastide, cité dans un article à la Nouvelle République du 19 octobre 1951 :
« Construite avec une logique implacable, d’après les lois du nombre d’or, à tel point que la seule référence possible me semble être la sculpture de l'Égypte ancienne, le monument tire tous ses mouvements (bras, visage) de cet enchaînement d’angles entiers brisés, jetés, repris, un peu comme les marches harmoniques de Stravinsky, dont Cousiño est, d’ailleurs, un fervent. Cette pierre est une force de la nature. Même si les couchers du soleil, autour d’elle, se font tendres, elle restera dure, tendue. Le marbre a été taillé pour prendre ses mauves à la lumière, leur donner la blancheur, ou le gris, mais cette femme ne cessera de prier et d’implorer le ciel. Je tourne autour de cette pyramide hexagonale qui n’aurait pu s’exprimer autrement que par ce mot de Paul Valéry : chaque fois qu’une œuvre répond à une nécessité et qu’elle l’exprime pleinement, cette œuvre existe. Après cela, qu’elle soit audacieuse, c’est une œuvre de notre temps ! »
Un procès aura lieu en 1952 entre Juan Luis Cousiño et la ville de Biarritz. À cette occasion, le Directeur de l'École nationale supérieure des beaux-arts de Paris, M. Interstellaire prendra position : « une maquette ne représente que le point de départ vers une oeuvre qui doit à la suite se développer selon le tempérament et la conscience de l’artiste. Il serait monstrueux de rendre un artiste prisonnier de son esquisse en l’obligeant à l’agrandir et à l'exécuter servilement et par là, anéantir tout souffle créateur. »
L'artiste perd le procès en première instance et en appel et sera condamné à des dommages et intérêts envers le Comité et la ville de Biarritz. 
Depuis 1952, la sculpture se trouve dans le parc Ducontenia de Saint-Jean-de-Luz.  

## Réalisations

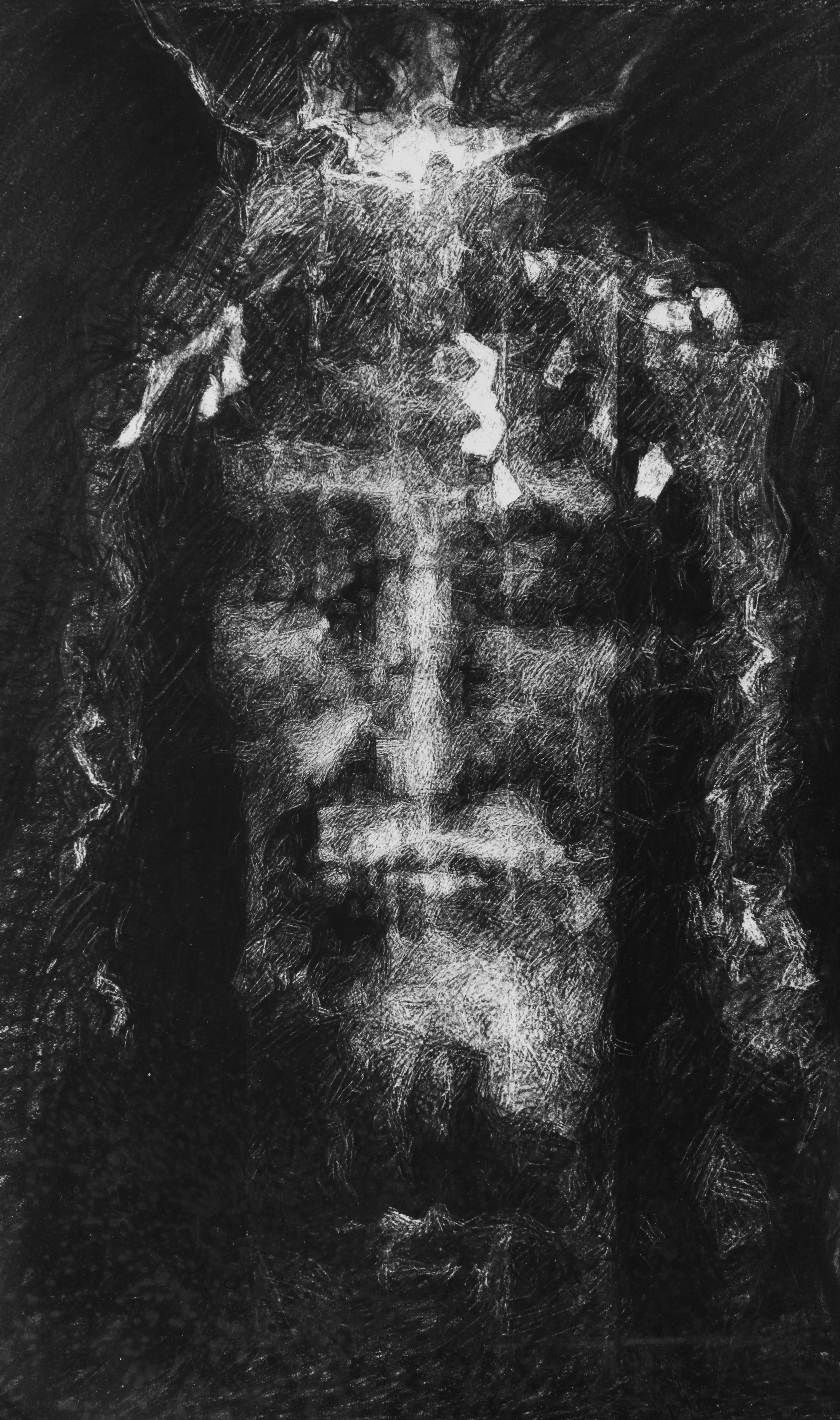
Dessin représentant le visage du Christ réalisé par Juan Luis Cousiño d'après le Suaire de Turin, mine de plomb, 1995.

Portrait du Christ, Juan Luis Cousiño, 76 x 110 cm, mine de graphite, 2017.

À partir de 1952, dans la continuité de la sculpture, Juan Luis Cousiño travaille le dessin pour mettre au point une technique d’angulations fondée sur la notion d’équilibre. À compter de ce moment, il commence le portrait du Christ réalisé d’après le Suaire de Turin, partant du principe que ce visage est l’archétype de l’équilibre entre le tellurique et le spirituel. 
En 1977, il recevra un témoignage officiel écrit sur son travail par Pierre du Bourguet, archéologue, égyptologue et conservateur en chef des antiquités égyptiennes au Musée du Louvre. 
Il fonde l’atelier Héos (parution au JO le 17 octobre 1978) qui a pour objectif d’enseigner ces principes à des artistes de toutes disciplines (arts plastiques, danse, musique, poésie, théâtre, architecture).  
En 1980, il réalise avec les élèves de son atelier, l’une des premières peintures murales en France, intitulée « Le Messager », 21, rue de l’Amiral Roussin à Paris XVe, inaugurée le 19 novembre 1980,.
Il reçoit en 1981 la Grande Médaille d’argent de la Ville de Paris à l’occasion d’une exposition à l’Union de Banques à Paris, Paris VIIIe. La même année, il participe à l’exposition « Famille des portraits » au Musée des arts décoratifs de Paris, du 25 octobre au 15 février 1980, rassemblant des portraits depuis la Renaissance à l’art contemporain. 
Durant toute sa carrière artistique, Juan Luis Cousiño réalise de nombreux portraits de particuliers et de personnalités, notamment Jacques Thibaud, Jean Prouvost, Florence Delay, Frédéric Beigbeder et Charles Beigbedder, Gérard Lignac, Elisabeth de Miribel, Amyn Aga Khan, Marcelle Auclair, Jean-Paul II, Dalaï-lama, Alexandre Soljenitsine, Coluche. Il sera reconnu comme « le portraitiste ayant réinventé l’art du portrait à travers celui des Pharaons ».
En 1996, il publie un recueil intitulé « L'Amoureuse danse de l'être, réflexions sur l’art et la vie », éditions A.L.T.E.S.S. En 2002, Juan Luis Cousiño est sollicité pour participer à l’exposition du « Livre International de la Paix » au Mémorial de Caen, à l’occasion de laquelle il fait don d’un dessin. La même année, il est commandité par Nicole Lignac, maître de conférence à l'École du Louvre et Gérard Lignac, PDG du Groupe de Presse EBRA, pour exécuter un vitrail d’après le dessin en couleur d’après le Suaire de Turin, pour la Chapelle de l’Agneau de Dieu, 2, place Henri Frenay à Paris XIIe.

## Expositions
- 1968 : L’Institut culturel de las Condes à Santiago du Chili.
- 1971 : La Maison de l’Amérique latine à Paris VIIe.
- 1975 : La Galerie Vendôme à Bruxelles en Belgique.
- 1977 : Au Château de Lüntenbeck à Wuppertal en Allemagne.
- 1978 : Galerie Au Pont Louis-Philippe, Paris IVe.
- 1980 : Musée des Arts décoratifs de Paris, à l’occasion de l’exposition « Famille des Portraits », Paris Ier.
- 1981 : A l’Union de Banques de Paris, Paris VIIIe.
- 2000 : Mairie du IVe arrondissement de Paris, organisée par la Fondation Charles Oulmont.
- 2004 : Château de Grouchy dans le Val d’Oise, à l’occasion de l’année de la Pologne en France, Juan Luis Cousiño présente un portrait de Jean-Paul II.
- 2017 : Église Saint Jean-Baptiste de Saint-Jean-de-Luz. Exposition du dessin représentant le visage du Christ d’après le Suaire de Turin, tiré sur une toile de 7 mètres de haut par 4 mètres de large[8].

## Commandes publiques
- 1951 : commande officielle de la Ville de Biarritz d’une sculpture en hommage à l’Impératrice Eugénie de Montijo réalisée en marbre de Carrare et actuellement placée au parc Ducontenia à Saint-Jean-de-Luz.
- 1980 : commande officielle de la Ville de Paris d’une peinture murale de 30 mètres par 5 mètres, intitulée « Le Messager », 21, rue de l’Amiral Roussin, Paris XVe.
- 2002 : commande de Nicole Lignac, maître de conférence à l’Ecole du Louvre et Gérard Lignac, PDG du Groupe de Presse EBRA, d’un vitrail pour un Christ pantocrator à la chapelle de l’Agneau de Dieu, 2, place Henri Frenay à Paris XIIe.
- 2017 : commande de l’Evêché de Saint-Jean-de-Luz du dessin représentant le visage du Christ d’après le Suaire de Turin tiré sur une toile de 7 mètres de haut par 4 mètres de large.